# Shirabyōshi

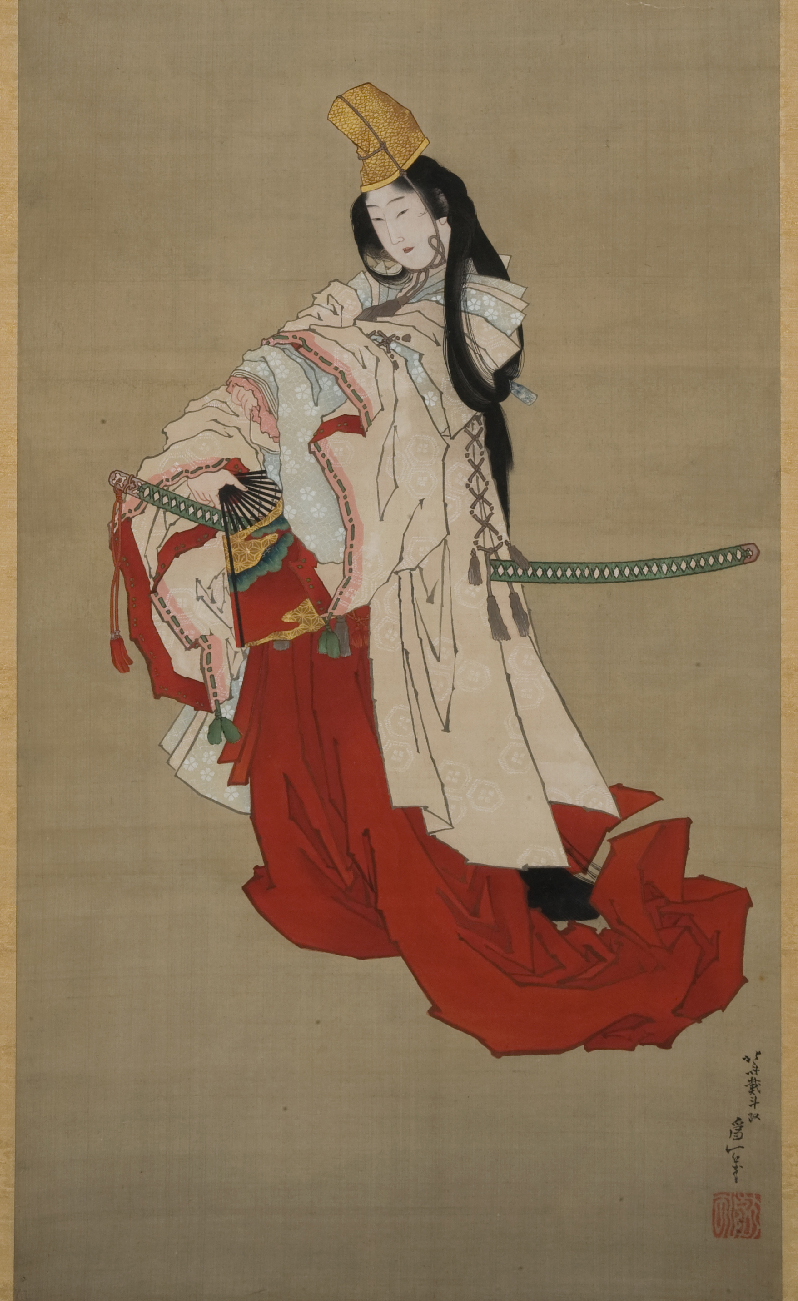
Peinture par Katsushika Hokusai de la plus célèbre shirabyōshi, Shizuka Gozen (dame Shizuka), maîtresse de Minamoto no Yoshitsune.

Les shirabyōshi (白拍子) sont des danseuses traditionnelles (appelées également shirabyoshi) du XIIe siècle, appréciées à la cour impériale japonaise. Ces danseuses se produisaient pour les kuge (nobles) et les samouraïs de haut rang. Elles sont parfois appelées courtisanes mais ce terme est quelque peu incorrect, les courtisanes étant des prostituées. Les shirabyōshi étaient des artistes et, même si certaines ont eu des rapports sexuels avec des nobles, elles n'étaient pas pour autant des prostituées.

## Histoire
Les shirabyōshi sont apparues à la fin de l'époque de Heian. Cette époque marque un changement culturel poussant certaines femmes à se tourner vers l'art. Après leur création, la profession de shirabyoshi connait un franc succès poussant de nombreuses femmes à vivre ainsi. La shirabyoshi est toujours habillée en homme et voue sa danse aux dieux. Le nom shirabyōshi signifie « rythme blanc » en raison de leur maquillage et du caractère lent et rythmé de leur danse. Elles étaient éduquées, savaient lire et écrire, maitrisaient la poésie, la musique et la danse.
Il a été dit que la culture shirabyōshi a fortement influencé le théâtre nô en mettant en avant le kusemai, forme peu orthodoxe de la danse.

## Atours et apparence
Les shirabyōshi sont reconnaissables grâce à la tenue purement masculine qu'elles portent et qui est inspirée du shinto :
- un chapeau tate-eboshi, porté par les samouraïs ;
- une épée tachi de samouraï ;
- un hakama rouge, porté principalement par les hommes ;
- un suikan blanc et un suikan rouge, tenue masculine shintoïste ;
- un kawahori éventail tenu par les hommes.

Les shirabyōshi portaient la marque blanche traditionnelle du maquillage facial, couvrant complètement le visage et le cou et dessinant de nouveaux sourcils plus élevés sur le front, qui sera pendant des siècles associé aux geishas. Leur coiffure était assez simple : leurs cheveux étaient longs (parfois presque jusqu'au sol) et tirés vers l'arrière en une queue de cheval ample fixée avec un ruban appelé un takenaga.

## Musique
Les chants des shirabyōshi sont principalement inspirés de prières bouddhistes. Ils sont généralement lents et rythmiques, avec une importante signification incluse dans les paroles. Elles chantaient aussi des imayo qui sont des poèmes utilisant des images de la nature pour transmettre des significations sur les circonstances de leur vie. Les signes distinctifs de leur musique comprennent leurs voix, le tsuzumi (tambour) et le fue (flûte).

## Célèbresshirabyōshi

### Shizuka
Shizuka, communément appelée Shizuka Gozen, était la concubine et amante de Minamoto no Yoshitsune, le héros tragique de nombreuses légendes folkloriques. La date de naissance de Shizuka, est 1168 d'après les légendes folkloriques. Elle et Yoshitsune se rencontrent et tombent amoureux mais au moment où elle tombe enceinte, Yoshitsune est en fuite pour sauver sa vie. Elle est capturée et emmenée au shogun Minamoto no Yoritomo à Kamakura, frère aîné de Yoshitsune. Là, elle donne naissance à un fils qui est, selon certaines versions des contes, tué sans délai par son oncle Yoritomo, mais qui survit selon d'autres versions.
Dans certains contes, Shizuka est alors contrainte d'effectuer une danse pour Yoritomo et son épouse Hōjō Masako lors d'une célébration au temple, où elle entonne un chant de louange pour son amour Yoshitsune. Cela irrite grandement Yoritomo qui a l'intention de la faire mettre à mort mais Masako le supplie de lui laisser la vie sauve. Shizuka est libérée et cherche à rejoindre Yoshitsune mais elle apprend sa mort. Elle se fait bhikkhuni (nonne bouddhiste) et meurt en 1189. Sa chanson est célèbre et est encore chantée aujourd'hui par les geishas.

### Giō et Hotoke
L'histoire de Giō et Hotoke, rapportée dans le Heike monogatari, est longue et complexe, mais raconte l'essentiel de la vie de la plus célèbre shirabyōshi, Giō, qui, après avoir gagné le cœur de Taira no Kiyomori, est évincée pour une plus jeune et plus talentueuse shirabyōshi nommée Hotoke. Kiyomori renvoie cruellement Giō, ce qui la peine grandement et Hotoke est constamment en proie à la culpabilité. Un an plus tard, Giō est invitée à effectuer une danse pour Hotoke sur l'ordre de Kiyomori qui a l'intention de l'humilier. Dans la douleur et l'humiliation, Giō, sa sœur et leur mère se font religieuses en quête d'une vie plus heureuse. Quelques années plus tard, la culpabilité est trop forte pour Hotoke et elle est aussi se fait nonne. Elle demande son pardon à Giō qui le lui accorde volontiers et les quatre femmes vivent le reste de leurs jours dans la prière.

## Source de la traduction
- (en) Cet article est partiellement ou en totalité issu de l’article de Wikipédia en anglais intitulé « Shirabyōshi » (voir la liste des auteurs).